# Haml
Haml (HTML abstraction markup language) — язык разметки для упрощённой генерации HTML. HAML компилируется в HTML.
Эквивалент Haml для CSS — это LESS или Sass.

## Пример
```
!!!

%html
{
 
html_attrs
(
'ru'
)
 
}

  
%head

    
%title
 Мой блог

    
%meta
(
http-equiv=
"Content-Type"
 
content=
"text/html; charset=utf-8"
)

    
=
 
stylesheet_link_tag
 
"main"

  
%body

    
#header

      
%h1
 Мой блог

      
%h2
 Записи

    
#content

      
-
 
@entries
.
each
 
do
 
|
entry
|

        
.entry

          
%h3
.title
=
 
entry
.
title

          
%p
.date
=
 
entry
.
posted
.
strftime
(
"%A, %B %d, %Y"
)

          
%p
.body
=
 
entry
.
body

    
#footer

      
%p
.copyright

        
Все права защищены © Иван

```

Результат выполнения предыдущего кода. Данные наполнения взяты из объекта entries на бэкэнде:
```
<!DOCTYPE html PUBLIC "-//W3C//DTD XHTML 1.0 Transitional//EN" "http://www.w3.org/TR/xhtml1/DTD/xhtml1-transitional.dtd">

<
html
 
lang
=
'ru'
 
xml:lang
=
'ru'
 
xmlns
=
'http://www.w3.org/1999/xhtml'
>

   
<
head
>

      
<
title
>

         Мой блог
      
</
title
>

      
<
meta
 
content
=
'text/html; charset=utf-8'
 
http-equiv
=
'Content-Type'
 
/>

      
<
link
 
href
=
"/stylesheets/main.css?"
 
media
=
"screen"
 
rel
=
"Stylesheet"
 
type
=
"text/css"
 
/>

   
</
head
>

   
<
body
>

      
<
div
 
id
=
'header'
>

         
<
h1
>

            Мой блог
         
</
h1
>

         
<
h2
>

            Записи
         
</
h2
>

      
</
div
>

      
<
div
 
id
=
'content'
>

         
<
div
 
class
=
'entry'
>

            
<
h3
 
class
=
'title'
>

               Хеллоуин
            
</
h3
>

            
<
p
 
class
=
'date'
>

               Четверг, 31 октября, 2006
            
</
p
>

            
<
p
 
class
=
'body'
>

               Ох уже эти американские праздники.
            
</
p
>

         
</
div
>

         
<
div
 
class
=
'entry'
>

            
<
h3
 
class
=
'title'
>

               Новый язык ВКУСНЕЕ$
            
</
h3
>

            
<
p
 
class
=
'date'
>

               Пятница, 11 августа, 2006
            
</
p
>

            
<
p
 
class
=
'body'
>

               Haml — супер круто и жутко удобен. Моя Rails-душа наполнена счастьем.
            
</
p
>

         
</
div
>

      
</
div
>

      
<
div
 
id
=
'footer'
>

         
<
p
 
class
=
'copyright'
>

            Все права защищены © Иван
         
</
p
>

      
</
div
>

   
</
body
>

</
html
>

```

## Реализации
Официальная реализация Haml написана на Ruby.
Реализации на других языках:

### PHP
- phpHaml (PHP5)
- Fammel (PHP)
- pHAML (PHP)
- phamlp (PHP)
- Drupal filter module

### .NET
- NHaml (.NET)
- MonoRail NHaml (ASP.NET)
- NHaml (.NET)

### Другие
- JHaml (Java)
- haml-js (JavaScript)
- LuaHaml (Lua)
- Text::Haml (Perl)
- HamlPy (Python)
- Scalate (Scala)